# 我的男人
《我的男人》是日本作家櫻庭一樹的長篇小說，描述了父女之間的不倫之戀。
2006年開始連載，2007年出版單行本，2008年榮獲138回直木三十五賞，2014年改編成電影。

## 登場人物
腐野花
淳悟的女兒。舊姓竹中，小學時因家人在震災中過世，她被淳悟領養而改姓。短大畢業後擔任接待人員，認識尾崎並與其訂婚。有遲到的習慣。
腐野淳悟
花的父親。以前是海上保安官，搬到東京後擔任機車快遞員，在花開始工作後便辭職。有一雙長腳。
小町
淳悟的前女友及高中學妹，和老爹是親戚，討厭花。原本在故鄉的銀行擔任櫃檯小姐，後銀行經營不善，遂辭職並前往東京。
尾崎美郎
花的未婚夫，家境富裕，父親是同公司的常務董事。女人緣佳，常同時與幾位女性交往。
大鹽
受人敬重的老人，被人稱為老爹。死於冬天大海。
田岡
警察，額頭上有一顆大黑痣。
章子
花的朋友，管樂社成員，個性開朗。
大鹽曉
花的朋友，大鹽的孫子，對花有好感。
安田玲子
尾崎的女友之一，在公司擔任課長。
菜穗子
尾崎大學時交往至今的女友，個性直爽。

## 電影

### 主要演員
- 腐野花：二階堂富美（10歲時：山田望葉）
- 腐野淳悟：淺野忠信
- 大鹽小町：河井青葉
- 尾崎美郎：高良健吾
- 大鹽：藤龍也
- 田岡：茂呂師岡
- 章子：相樂樹[5]
- 大鹽曉：太賀[5]

### 製作人員
- 導演：熊切和嘉
- 原著：櫻庭一樹《我的男人》
- 劇本：宇治田隆史
- 音樂：吉姆·歐路克
- 攝影：近藤龍人
- 照明：藤井勇
- 錄音：吉田憲義
- 美術：安宅紀史
- 剪輯：堀善介
- 視覺特效：小田一生

### 獎項
- 第69回每日電影獎日本電影大獎
- 第6回TAMA電影節（日语：TAMA CINEMA FORUM）最優秀女優賞：二階堂富美
- 第38回日本電影金像獎最佳女主角：二階堂富美（提名）
- 第13回紐約亞洲影展最佳明日之星：二階堂富美[6]
- 莫斯科影展聖喬治獎[7][8]、最佳男主角獎[9]

## 外部連結
- 電影官方網站 （页面存档备份，存于）（日語）